# Hello! Orange Sunshine/RADIO
『Hello! Orange Sunshine／RADIO』（ハロー オレンジ サンシャイン／ラジオ）は、日本のロックバンド、JUDY AND MARYの4枚目のシングル。

## 解説
- 1994年8月21日にエピックレコーズよりリリースされた。
- めちゃ²イケてるッ!1997年4月 - 9月エンディング・テーマ

## 収録曲
全編曲:JUDY AND MARY
1. Hello! Orange Sunshine (4:36)
作詞:YUKI、作曲:恩田快人
NHK BS 火曜日イメージソング
アルバム『Orange Sunshine』のほか、ベストアルバム『FRESH』、『The Great Escape -COMPLETE BEST-』に収録された。
2. RADIO (4:23)
作詞:Tack & Yukky、作曲:TAKUYA
歌詞カードには記載されていないが、最初と2番の最初に「Can you hear me?」というフレーズが入る。

## 収録アルバム
- ORANGE SUNSHINE (#1,2)
- FRESH (#1,2)
- The Great Escape -COMPLETE BEST- (#1,2)
- COMPLETE BEST ALBUM「FRESH」 (#1,2)
- めちゃイケ DISC 1 CD (#1) カラオケも収録。

## カバー
Hello! Orange Sunshine
- 2003年、Ai+BAND（『Hello! Orange Sunshine (Ai+BAND)』）。

RADIO
- 2009年、半沢武志 (FreeTEMPO)（アルバム『JUDY AND MARY 15th Anniversary Tribute Album』収録）。